# Sedgehill and Semley
Sedgehill and Semley è una parrocchia civile della contea del Wiltshire che comprende i due villaggi di Sedgehill e Semley e si trova a nord della città di Shaftesbury nel Sud Ovest dell'Inghilterra, Regno Unito.

## Geografia

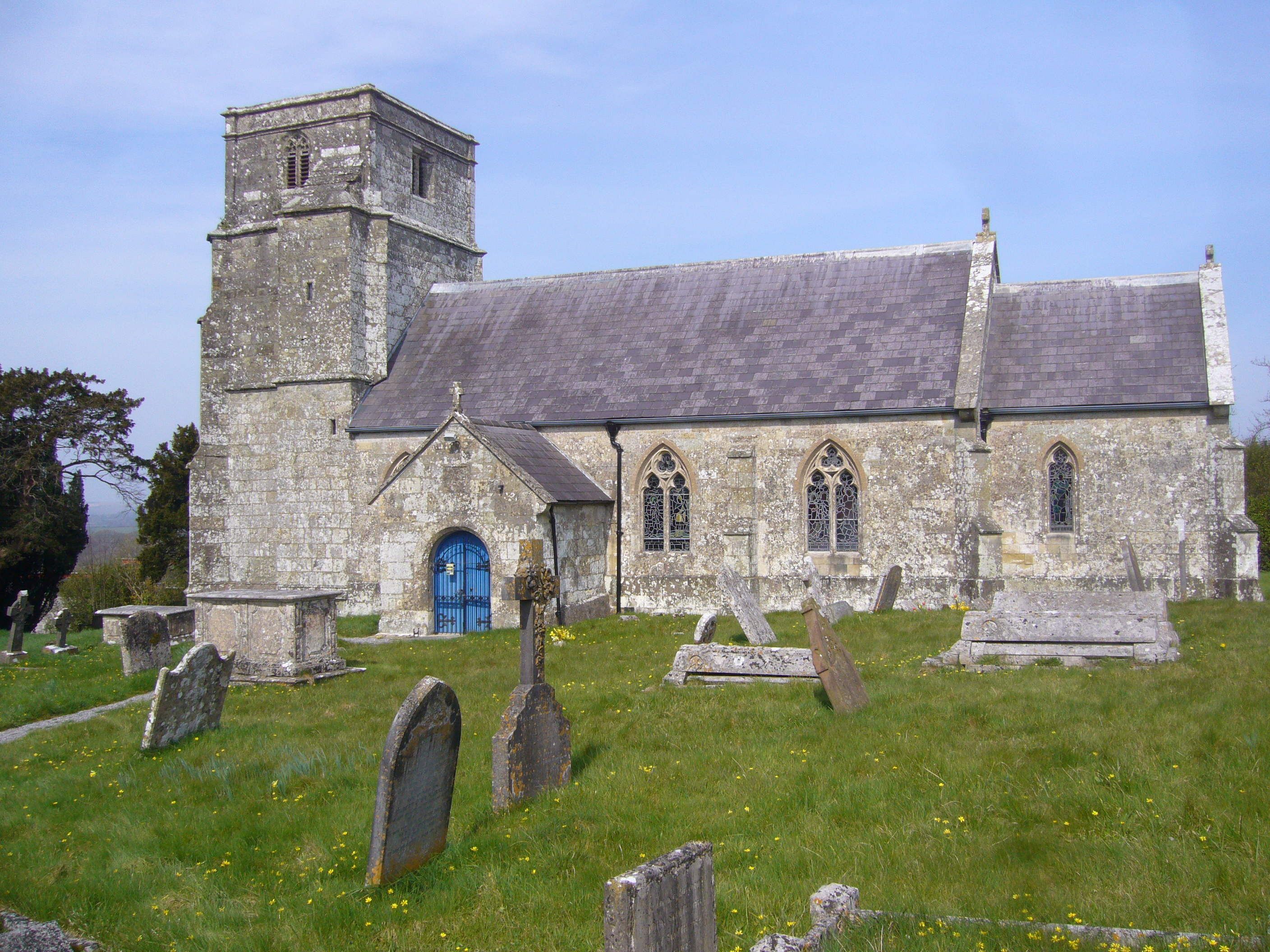
Chiesa di Santa Caterina

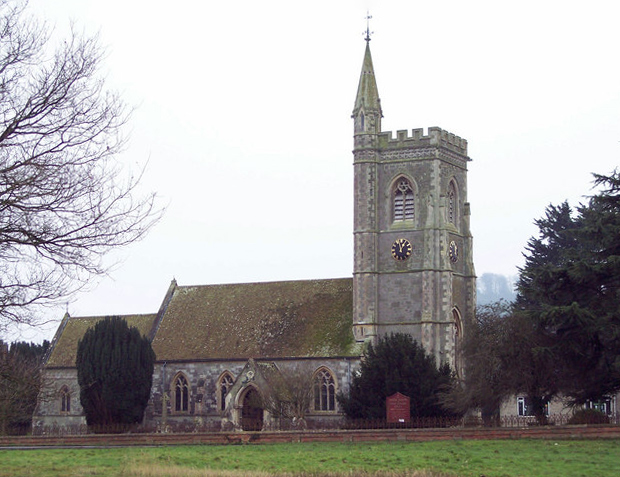
Chiesa di San Leonardo a Semley

Il territorio della parrocchia civile di Sedgehill e Semley si trova nel sud-ovest del Wiltshire e confina con il Dorset. La parrocchia comprende i villaggi di Sedgehill e Semley e le frazioni di Barkers Hill e Sem Hill. L'area è interessata dal fiume Sem nelle vicinanze unisce al fiume Nadder e costituisce il breve confine orientale della parrocchia. I collegamenti comprendono la linea ferroviaria per Londra ed Exeter è accessibile tramite Tisbury o Gillingham.

## Storia
Il villaggio di Semley ha una ricca storia che risale al 955 d.C., quando il villaggio fu concesso all'abbazia di Wilton e la sua storica chiesa di San Leonardo ha una fonte battesimale risalente al XII secolo. Il villaggio di Sedgehill ha avuto insediamenti ancora più antichi, ha ospitato una villa romana scoperta nel XIX secolo e che si ritiene sia stata costruita nel II secolo d.C. La chiesa di Santa Caterina risale al XII secolo ha cinque campane, tre delle quali risalgono al 1553. Presenta un portale normanno e una fonte battesimale del XIV secolo.

## Monumenti e luoghi d'interesse
Nel territorio di Sedgehill and Semley sono presenti diversi edifici e luoghi d'interesse, tra questi:
- Chiesa di Santa Caterina a Sedgehill. Si tratta di una chiesa parrocchiale anglicana risalente al XIV secolo oggetto di restauro nei secoli XV e CVII, oltre a quello importante del 1882. Construita in calcare lavorato, il tetto è in ardesia gallese con bordi a corona. Torre è occidentale. La chiesa appartiene alla diocesi di Salisbury e dal 6 gennaio 1966 è considerata un monumento classificato di seconda categoria.[5][6]
- Chiesa di San Leonardo a Semley. Si tratta di una chiesa parrocchiale anglicana risalente al XII secolo. La chiesa appartiene alla diocesi di Salisbury e dal 6 luglio 1987 è considerata un monumento classificato di seconda categoria.[7][8]